# Федино (Раменский район)
Федино — деревня в Раменском муниципальном районе Московской области. Входит в состав сельского поселения Рыболовское. Население — 66 чел. (2010).

## География
Деревня Федино расположена в южной части Раменского района, примерно в 16 км к югу от города Раменское. Высота над уровнем моря 114 м. Рядом с деревней протекает река Москва. В деревне 2 улицы — Бронницкая и Центральная; приписано 6 СНТ. Ближайший населённый пункт — город Бронницы.

## История
В 1926 году деревня являлась центром Фединского сельсовета Вохринской волости Бронницкого уезда Московской губернии.
С 1929 года — населённый пункт в составе Бронницкого района Коломенского округа Московской области. 3 июня 1959 года Бронницкий район был упразднён, деревня передана в Люберецкий район. С 1960 года в составе Раменского района.
До муниципальной реформы 2006 года деревня входила в состав Рыболовского сельского округа Раменского района.

## Население
| 1926 | 2002 | 2010 |
| ---- | ---- | ---- |
| 249  | ↘73  | ↘66  |

В 1926 году в деревне проживало 249 человек (111 мужчин, 138 женщин), насчитывалось 55 крестьянских хозяйств. По переписи 2002 года — 73 человека (31 мужчина, 42 женщины).